# 11 Aquarii
11 Aquarii (11 Aqr / HD 199960 / HR 8041) es una estrella de magnitud aparente +6,21 encuadrada en la constelación de Acuario. Se encuentra a 86 años luz del sistema solar.
11 Aquarii es una enana amarilla en muchos aspectos similar a nuestro Sol.
De tipo espectral G1V, tiene una temperatura superficial de 5973 ± 26 K, casi 200 K superior a la solar.
Su luminosidad supera a la del Sol en un 86% y también su diámetro es algo más grande que el diámetro solar —en torno a un 30% mayor—, girando sobre sí misma con una velocidad de rotación proyectada de 3,0 km/s.
Con una masa aproximada igual a 1,2 masas solares, no existe consenso en cuanto a su edad; diversos estudios señalan cifras comprendidas entre los 4400 y los 6300 millones de años.
11 Aquarii presenta un índice de metalicidad más elevado que el del Sol ([Fe/H] = +0,25).
Todos los elementos químicos evaluados son más abundantes que en nuestra estrella, siendo el aluminio el que exhibe una diferencia más acusada; su contenido relativo es 2,5 veces más abundante que en el Sol.